# Керім Бекірбаєв
Керім Бекірбаєв (рос. Керим Бекирович Бекирбаев; 13 жовтня 1928  –  1 липня 1997) — кримськотатарський авіаконструктор Радянського Союзу, який спеціалізувався на розробці літаків вертикального зльоту, за що в 1981 році був удостоєний звання Героя Соціалістичної Праці.

## Ранні роки
Бекірбаєв народився 13 жовтня 1928 року в Дніпропетровську в робітничій родині; його батько, кримський татарин, працював у шахті, а мати, росіянка, була шкільною вчителькою. У 1931 році родина переїхала до Таганрога, де з 1941 по 1943 рік вони пережили німецьку окупацію. Навчався в Таганрозькому авіаційному технікумі та водночас відвідував вечірню школу, яку закінчив у 1946 році. Оскільки він не жив у Криму та мав матір-російську, він зміг уникнути депортації, з якою зіткнулася більшість інших кримських татар, приховавши своє походження. Проте, він не відмовився повністю від свого кримськотатарського походження, вирішив зберегти своє прізвище та дати своїм дітям кримськотатарські імена. Уникнувши системи спецпоселенців, він був прийнятий до Московського авіаційного інституту, який закінчив у 1952 році.

## Кар'єра в авіації
Після закінчення МАІ влаштувався на роботу в ОКБ № 115 інженером-аеродинаміком, яке згодом, у 1966 році, було перейменовано на Московський машинобудівний завод «Швидкість», а нині — на Дослідно-конструкторське бюро ім. О. С. Яковлєва. Незабаром після влаштування на роботу в 1953 році закінчив курси підвищення кваліфікації провідних інженерів з льотних випробувань при Академії авіаційної промисловості, після чого став провідним інженером з льотних випробувань. У 1960 році очолив відділ льотних випробувань льотно-випробувального комплексу, в 1961 році став заступником головного конструктора з льотних випробувань, в 1961 році — заступником головного конструктора з льотних випробувань, в 1971 році — виконуючим обов'язки головного конструктора з льотних випробувань, а в 1975 році — головним конструктором з льотних випробувань. За роботу в галузі розвитку авіаційної техніки 23 червня 1981 року йому було присвоєно звання Героя Соціалістичної Праці, а також інші нагороди. Після виходу на пенсію з інституту в березні 1989 року він продовжив працювати провідним науковим співробітником Центрального аерогідродинамічного інституту з 1990 по 1991 рік, після чого став одним із засновників російської авіакомпанії. Протягом своєї кар'єри він став одним із провідних спеціалістів з розробки літаків вертикального зльоту; був провідним інженером з льотних випробувань при розробці Як-36, а потім керував розробкою Як-38, увійшов до озброєння ВМФ СРСР у 1977 році. Пізніше він працював над створенням удосконаленого літака вертикального зльоту Як-141; у межах проєкту було розроблено прототип та проведено випробувальні польоти, але проєкт було скасовано через скорочення оборонного бюджету, перш ніж його вдалося завершити. Окрім роботи над літаками вертикального зльоту, він брав участь у випробуваннях та модифікації винищувачів Як-25 та Як-27, а також у розробці надзвукового бомбардувальника Як-28, навчально-тренувальних літаків Як-50 та Як-52, а також спортивного літака Як-55. Він також був керівником випробувань та розробки маломагістральних Як-40 та середньомагістральних Як-42. У межах своєї роботи він часто брав активну участь у випробувальних польотах, і став близьким другом льотчика-випробувача Амет-хана Султана, який жив із ним в одному будинку в Жуховському. Бекірбаєв помер від невиліковної хвороби 1 липня 1997 року і був похований на Биківському кладовищі.

## Нагороди
- Герой Соціалістичної Праці (23 червня 1981 р.)
- Державна премія СРСР (1977)
- Орден Леніна (23 червня 1981 р.)
- Орден Жовтневої революції (26 квітня 1971 р.)
- Орден «Знак Пошани» (22 липня 1966 р.)
- Заслужений авіабудівник (28 вересня 1988 р.)